# كم جونغ سو (1383)
كم جونغ سو (بالهانغل: 김종서 / بالهانجا: 金宗瑞 - ولد في 1383 ومات في 10 نوفمبر 1453) هو جنرال كوري أرسله الملك سيجونغ ملك جوسون لتأديب المانشو في سنة 1433. استولت حملة كم على عدة قلاع ودفعت بالمانشو بعيداً عن الحدود الشمالية واستعادت الأراضي الكورية الواقعة في وقتنا الحالي تقريباً بين كوريا الشمالية والصين.
بعد وفاة الملك سيجونغ توله ابنه الملك منجونغ العرش ولكنه كان مريضاً ومات بعد سنتين. تولى بعده ابنه ذو الاثنا عشر عاماً الملك دانجونغ ولصغر سنه فقد تولى رئيس الوزراء هوانغ بو إن والجنرال كم أمور الدولة. بسبب ازياد سلطة المسؤولين على حساب الأسرة الملكية فقد ازداد العداء بين الأمير سيانغ والأمير أنبيونغ والذين أرادا الحصول على فرصة للحكم.
أحاط الأمير سيانغ نفسه بأتباع موثوقين بما فيهم هان ميونغ هوي مستشاره المشهور، والذي نصحه بالسيطرة على الحكومة عن طريق انقلاب وهو ما تم في أكتوبر 1453. قام الأمير سيانغ بقتل الجنرال كم جونغ سو وأتباعه والسيطرة على السلطة ثم القبض على شقيقه الأمير أنبيونغ ونفيه ثم قتله لاحقاً.